# 京都学連事件
京都学連事件（きょうとがくれんじけん）は1925年（大正14年）12月以降、京都帝国大学や同志社大学などでマルクス主義の研究サークルが弾圧・粛清された事件。日本内地で初めて治安維持法が適用された。

## 経緯

### 背景
1910年代前半より、各大学・高校・専門学校などでは社会科学研究会（社研）が組織され、1924年9月には49校の社研が参加する学生社会科学連合会（学連）が発足した。学連は瞬く間に会員1600名を擁する大組織に成長し、マルクス主義の普及・研究を標榜するとともに労働争議や労働者教育運動（京都労働学校など）への支援を積極的に行った。しかし、学生らの活動は警察の注意を引き、妨害を受けることが多くなった。

### 検挙
1925年11月15日、同志社大学構内の掲示板に軍事教育反対運動のビラが貼られているのが見つかった。京都府警察部特高課はこれを好機とみて、京都帝大・同志社大などの社研会員の自宅・下宿などを急襲、家宅捜索および学生33名を検束した。しかし川端署の刑事が京大寄宿舎に大学側に無断であがりこみ、本人不在、立会人不在の家宅捜索を行ったため、京大当局の抗議に遭い府知事が陳謝した。12月7日までに全員が釈放。
しかしその後、司法省を中心に本格的検挙に向けて態勢が立て直され、翌1926年1月15日には東京検事局の平田勲らが指揮を執り、記事報道を差し止めた上で各府県警察部特高課を動員して以後4ヶ月にわたって全国的な社研会員の検挙が行われた。同時に社研に関係があると見なされた京大の河上肇、同大の山本宣治・河野密、関学の河上丈太郎・新明正道ら教員に対しても家宅捜索が行われた（このうち山本は捜索を理由に同大を免職となった）。
検挙された学生のうち38名が治安維持法および出版法違反・不敬罪により起訴された。京都地裁による1927年5月の第1審判決では出版法違反および不敬罪については特赦となったが、治安維持法違反については是枝恭二（東大文）ら4名の禁固1年を筆頭に37名が有罪となった。弁護人と検察は共に控訴し、その後の三・一五事件の影響で公判は紆余曲折の経緯をたどり、1929年12月の大阪控訴院判決では18名に対し懲役7年以下とより厳しい量刑となった。そして1930年5月、大審院による上告棄却で有罪が確定した。

### 影響
1926年6月29日、岡田良平文部大臣はこの事件を受けて学生・生徒による社会科学研究の禁止を通達、1928年4月17日には東京帝大が新人会に解散命令を出し、以降各帝大社研に解散命令が下された。東大新人会は1929年11月7日に解散を声明した。

## 特筆事項
日本内地では最初の治安維持法適用事件である。この事件が起こった時点では日本共産党は再建されておらず（1926年12月の五色温泉での第3回大会により再建）、社研という単なる学生の思想研究団体にこの法を適用するのは無理があったとされる。しかし予審決定書では「私有財産制度の破壊」について同法第2条の協議罪が適用された。

## 被告人たち
- 岩田義道：京大卒。のちに日本共産党の幹部となり警察に検挙され虐殺。
- 是枝恭二：東大生。出獄後、『無産者新聞』編集長となり三・一五事件で再検挙され獄中死。
- 野呂栄太郎：慶大卒。のちの講座派マルクス経済学者。
- 鈴木安蔵：京大中退。のちの憲法学者。第二次世界大戦後憲法研究会で活動。
- 林房雄（後藤寿夫）：東大生。のちプロレタリア文学作家となるも転向。戦後『大東亜戦争肯定論』など。
- 石田英一郎：京大卒。のちの文化人類学者。押収された第一高等学校時代の日記帳の一節をとらえられ、不敬罪とされた。男爵であったものの、この事件を契機に爵位を返上するに至る[4]。
- 秋笹正之輔：早大二高生。のち共産党幹部になり獄中死。
- 淡徳三郎：京大卒。戦後法政大学教員。
- 逸見重雄：京大生。のち共産党幹部になり転向。戦後法政大学教員。
- 武藤丸楠：京大生。エスペランティスト。のちプロレタリア科学研究所所員。

## 年表
- 1925年12月1日：この日早朝、京都府警特高課が京大・同大などの寄宿舎、両大学の社会科学研究会員の自宅・下宿を急襲、家宅捜索の上「不穏文書」多数を押収したほか学生33名を検束。
- 1925年12月7日：この日までに全学生が釈放。
- 1926年1月14日：当局による新聞記事の掲載差し止め措置。
- 1926年1月15日：各府県警察部特高課を動員し全国の社研会員を検挙。
- 1926年9月15日：予審決定に伴い新聞掲載解禁。「学生の不祥事」キャンペーン。
- 1926年9月18日：学生38名が治安維持法違反などで起訴。
- 1927年4月：京都地裁で第1回公判。弁護人に清瀬一郎など8名。
- 1927年5月30日：第1審判決。治安維持法違反について37名が有罪。被告人、検察ともに控訴。
- 1928年3月5日：大阪控訴院で第2審公判開始。
- 1928年3月15日：三・一五事件。被告人17名が連座して出廷不能となり公判が分離。
- 1929年9月：一時中断されていた公判が再開。審理は傍聴禁止。
- 1929年12月：三・一五に関与していない被告人21名に対し判決。3名が無罪。有罪の18名は大審院に上告。
- 1930年5月：大審院は上告を棄却。判決確定。

## 関連書籍
- 菊川忠雄 『学生社会運動史』 海口書店、1947年。
- 稲岡進・絲屋寿雄『日本の学生運動』青木書店〈青木新書〉、1961年。
- 松尾洋『治安維持法と特高警察』（単行本）教育社〈教育社歴史新書―日本史〈130〉〉、1979年。
- 井ヶ田良治・原田久美子『京都府の百年』（単行本）山川出版社〈県民100年史〉、1993年8月。ISBN 978-4-634-27260-6。